# سنا بلاغ
سنا بلاغ (بالفارسية: سنابلاغ) هي قرية تقع في قسم ببه‌جيك (مقاطعة تشالدران) في إيران. يقدر عدد سكانها بـ 79 نسمة بحسب إحصاء 2016.